# 알레한드로 톨레도
알레한드로 톨레도 만리케(스페인어: Alejandro Celestino Toledo Manrique 알레한드로 셀레스티노 톨레도 만리케[*], 문화어: 알레한드로 똘레도 만리께, 1946년 3월 28일 ~ )는 페루의 제56대 대통령이다.

## 역사
1946년 안카슈 지방에서 케추아계 가족 16명 형제의 하나로 태어났다. 아버지는 벽돌공이었는데, 친보테에서 성장한다.
스무 살 때 장학금을 받고 미국의 샌프란시스코 대학을 다니게 된다. 거기서 경제학 박사 학위를 취득한다. 그 후, 스탠포드 대학에서, 경제학 석사 학위를 취득한다. 그 후, 스탠포드 대학 교육 학계 대학원(Stanford University School of Education)에서 박사학위를 취득한다.
페루에 귀국하고, 태평양 대학(Universidad del Pacífico)의 경제학 교수가 된다. 그 후, 유엔과 세계 은행, 미주 개발은행, 국제 노동 기구, 경제 협력 개발 기구에서, 컨설턴트로 근무한다. 한때 국제 교류 기금의 위안으로 와세다 대학의 객원 교수가 된다.
1994년에 페루 포시블레(Perú Posible)라는 이름의 정당을 설립하여 그 정당의 대표가 된다. 1995년에 열린 페루 대통령 선거에 출마하지만 지지율이 3%에 지나지 못해서 예비 선거에서 탈락되지만, 그 직후부터 다음 대통령 선거를 목표로 하는 것을 선언한다. 2000년에 열린 페루 대통령 선거에 출마하지만, 첫 투표에서 알베르토 후지모리의 바로 아래의 득표를 얻게 된다. 그러나 선거에 심한 부정이 있던 것을 주장하고, 선거의 보이콧에게 이를 호소한다. 7월 28일부터 알베르토 후지모리가 3선 연임을 하지만, 11월에 실각하였고, 11월 22일에 대통령 권한대행이었던 발렌틴 파나이과가 취임한다. 2001년 5월 29일에 열린 페루 대통령 선거에서 알레한드로 톨레도가 3번째로 도전을 했고, 전 대통령이자 미국 혁명 인민 동맹(APRA)의 알란 가르시아를 누르고 당선된다. 이것은 1985년부터 1990년까지 있었던 가르시아 정권 시대의 초인플레이션의 기억이 원인으로 여겨진다.
2001년 7월 28일, 알레한드로 톨레도는 제92대 페루 대통령으로 취임한다. 정치적으로는 중도우파 정책을 취하였다. 빈곤을 뿌리뽑고 고용을 창출한다고 하는 공약을 선언하였으나, 잘못됐다는 방향도 있다. 2005년 북경 대학으로부터 명예 박사 학위가 수여된다. 페루 헌법에 따르면, 대통령은 3선 연임이 금지되어있기 때문에, 2006년 7월 28일 퇴임한다. 후계자는 전에 대통령을 했던 알란 가르시아다.
퇴임 후 미국으로 건너가서 2008년 8월까지 스탠포드 대학에서 일하였다.
2011년 대통령 선거에 출마했다. 1월부터 3월까지의 여론 조사에서는 최고의 지지율을 기록하였지만, 본선에서 15.625%를 얻어 4위를 기록하는 바람에 결선 진출에 실패했다.

## 톨레도 정권
톨레도는 빈민층의 지지를 받아 대통령이 되었을 뿐더러, 빈곤층에 대한 대책을 실시해 고용을 창출하였고, 외국 투자 촉진, 민주화 존중에 의한 후지모리 정권 시대의 청산, 마약 근절 등을 주요 과제로 내건 공약을 발표했다. 국영기업의 민영화 노선을 추진하였다. 출범 직후 약 74%의 페루 국민들이 톨레도 정권을 지지하였다. 또한 미국 역시 톨레도 정권을 지지했다.
「후지모리 정권 시대의 청산」이라고 하는 것으로, 후지모리 정권의 배후라고 불리는 블라디미로 몬테시노스는 베네수엘라 당국에게 페루로의 송환을 우고 차베스 대통령과의 협상으로 실현되었다. 일본 정부에서도 알베르토 후지모리의 송환을 요구하지만 거부되었다.
2002년 3월 23일에 미국 대통령 조지 W. 부시가 페루를 방문하였으나, 3월 27일에 톨레도는 전국에 비상 사태 선언을 했다. 그 후에도 「비상사태 선언」에 대해서는 선택의 하나일 뿐이었다.
2002년 6월 15일, 아레키파에서 전력 회사 민영화 반대 시위가 일어나, 경관대와 충돌하는 폭동이 심해졌다. 6월 16일, 톨레도는 30일간의 비상사태 선언을 실시해 군대를 동원하지만, 6월 19일 비상사태 선언은 철회되어 해당 전력회사 민영화를 일시 보류로 하는 것으로 타협하기로 결정했다. 그 당시 톨레도에 대한 지지율은 점차 떨어지고 있었고, 그 해 7월 CPI 여론 조사에서는 톨레도 정권의 부정 지지율이 72.8%로, 지지율 17.3%를 크게 웃돌게 되었다. 2003년 10월 18일의 여론 조사로, 지지율은 18%이며, 거부율은 80%를 보였다.
2004년 12월 7일, 미국과 자유무역협정을 한다. 이것은 미국 수입량의 ⅔에 대한 관세가 없다는 것이다.
2005년 1월 1일, 안타우로 우말라(Antauro Humala) 중령 등 150명이 무장 봉기 하여 현지 경찰에 납치되는 사건이 발생한다. 그의 형은 2011년 페루 대통령 선거에 당선되었던 오얀타 우말라도 이 봉기에 대한 지지에 서명한다. 그 날, 톨레도 정권은 아브리마크 주에 비상사태가 발생했다는 선언을 하였고, 1월 4일, 안타우로 우말라 등을 체포해 사태를 수습시켰다.
2005년 4월 18일, 아포요 사의 여론 조사로, 톨레도 대통령의 지지율은 8%로 하락한다. 2006년 7월 28일 알란 가르시아 정권이 부활한다.

## 역대 선거 결과
| 선거명      | 직책명        | 대수 | 정당          | 1차 득표율 | 1차 득표수  | 2차 득표율 | 2차 득표수  | 결과 | 당락             |
| ----------- | ------------- | ---- | ------------- | ---------- | ----------- | ---------- | ----------- | ---- | ---------------- |
| 1995년 선거 | 페루의 대통령 | 54대 | 페루 포시블레 | 3.24%      | 241,598표   |            |             | 4위  | 낙선             |
| 2000년 선거 | 페루의 대통령 | 54대 | 페루 포시블레 | 40.24%     | 4,460,895표 | 25.67%     | 2,086,215표 | 2위  | 낙선             |
| 2001년 선거 | 페루의 대통령 | 56대 | 페루 포시블레 | 36.15%     | 3,871,167표 | 53.08%     | 5,548,556표 | 1위  | 페루 대통령 당선 |
| 2011년 선거 | 페루의 대통령 | 58대 | 페루 포시블레 | 15.63%     | 2,289,561표 |            |             | 4위  | 낙선             |